# Яворянські пагорби
Яворянські пагорби (Javorianska hornatina) — гірський масив в Словаччині; геоморфологічна підодиниця Явор'я. Найвища гора — Явор'є (1044 м.). Серед визначніших висот — Ясеновський Врх (820 м.). Місце розташування — Банськобистрицький край.